# 12148 Caravaggio
För andra betydelser, se Caravaggio (olika betydelser).
12148 Caravaggio eller 6636 P-L är en asteroid i huvudbältet som upptäcktes den 24 september 1960 av den nederländsk-amerikanske astronomen Tom Gehrels och det nederländska astronomparet Ingrid van Houten-Groeneveld och Cornelis Johannes van Houten vid Palomarobservatoriet.
Den är uppkallad efter den italienske målaren Caravaggio.